# MTA區域巴士營運
MTA区域公共汽车运营（MTA Regional Bus Operations, RBO）是纽约大都会运输署（MTA）下属的巴士运营部门，于2008年成立。截至2018年2月，RBO共经营234条普通巴士线路，71条快线巴士线路，以及17条以BRT模式运营的特选巴士服务线路，拥有5,725辆巴士，位居美国各城市巴士系统之首。
RBO的巴士服务以“MTA巴士”和“MTA纽约市巴士”的名义经营，前者指2008年被整合进MTA的私有企业经营的巴士线路，后者指2008年前便由MTA经营的巴士线路。MTA也经营辅助客运服务（为行动不便人士提供的巴士服务），此前也曾经营长岛巴士。

## 品牌及服务范围
MTA 区域巴士运营公司以公共品牌MTA New York City Bus 和 MTA Bus 在纽约州东南部提供巴士服务。 “区域公共汽车运营”一词目前只在官方文件中出现，MTA的巴士服务使用以下两个品牌：
- MTA纽约市巴士（MTA New York City Bus）：大部分线路在纽约市内，由纽约市公共运输局（NYCTA）及其下属曼哈顿及布朗克斯地面运输局运营。
- MTA巴士（MTA Bus）：此前由纽约市运输局管理，并由七家企业（线路交接时）经营的巴士线路，线路覆盖范围以皇后区为主，也有部分位于布朗克斯和布鲁克林的线路，此外还有大部分从布鲁克林、皇后区和布朗克斯前往曼哈顿的快线巴士。七家企业为康曼德巴士公司（英语：Command Bus Company）、绿巴线公司（英语：Green Bus Lines）、牙买加巴士公司（英语：Jamaica Buses）、自由快线公司（英语：Liberty Lines Express）、纽约巴士服务公司（英语：New York Bus Service）、皇后区地面交通公司（英语：Queens Surface）和三区客车公司（英语：Triboro Coach）。

MTA经营的巴士最常见的涂装为侧面白底蓝带，车头车尾白色，黑色窗户。自1977年至2007年底的涂装为延伸至四个面的蓝带，黑色车尾（目前仍有车辆为该涂装），至2010年底前的涂装为蓝带白底，车尾空白。特选巴士服务的车辆涂装为下半身蓝白相间。2016年春季，MTA推出新涂装，色彩包括海军蓝、浅蓝和金色，车头和车侧底色为海军蓝，加上浅蓝色和金色的波浪条纹，车尾为金色。MTA将逐步更换旗下巴士的涂装。涂装统一后，MTA巴士和MTA纽约市巴士将只能通过维修厂标识区分。
RBO近期在运作方面的变化主要在管理方面，包括成立统一的调度中心和整合巴士运营，以减少资源浪费。此外MTA巴士的呼叫中心也被整合进MTA纽约市公共运输局，各线路的收费政策也被统一。

## 历史
1953年6月15日，纽约州成立纽约市公共运输局，以接管此前由纽约市运输局运营的巴士线路。:133:3021962年，纽约州成立曼哈顿及布朗克斯地面运输运营局（Manhattan and Bronx Surface Transit Operating Authority, MaBSTOA），隶属纽约市公共运输局，以接管此前由第五大道客车线路公司（Fifth Avenue Coach Lines）和地面运输公司（Surface Transit）经营的巴士线路。:133:268纽约市公共运输局和MaBSTOA的巴士线路均在与纽约市签署的租约下运营。:81:133

### MTA纽约市巴士

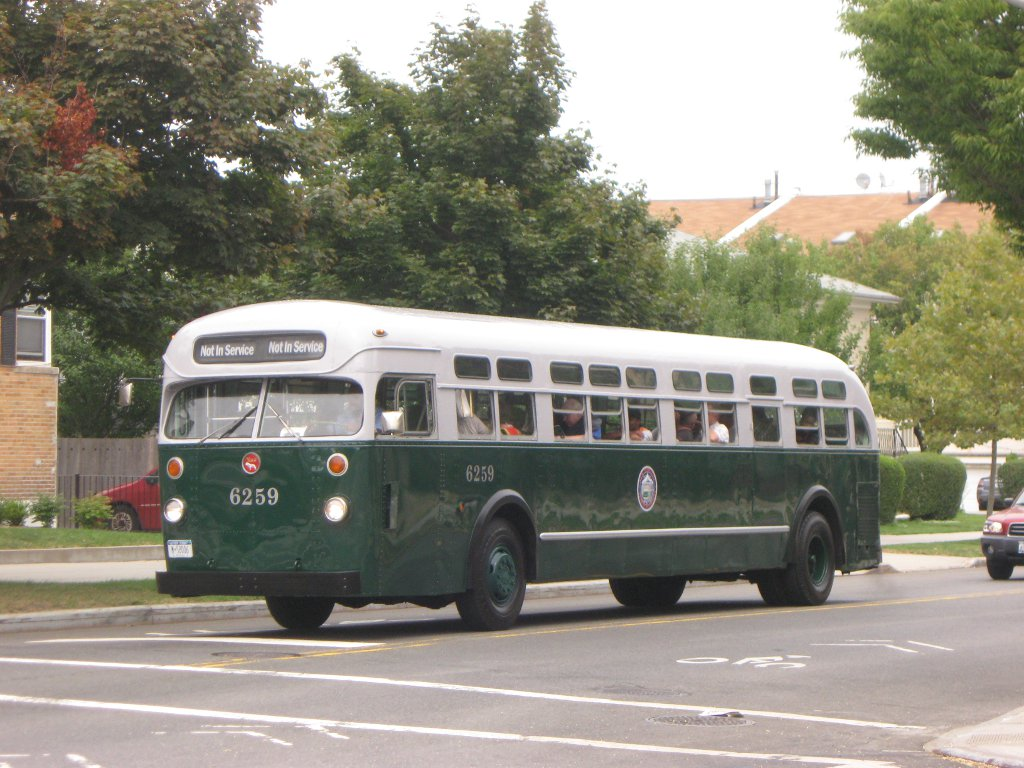
纽约市公共运输局巴士早期涂装

1919年9月，为了替代四条结束运营的蓄电池路面电车线路（麦迪逊街线、春街及德兰西街线、C大道线和第六大道渡轮线），时任纽约市长约翰•法兰西斯•海兰通过纽约工厂及建筑局（New York City Department of Plant and Structures ,DP&S）组织多家私营企业，开行“紧急巴士”线路。这是纽约市政府第一次参与巴士经营。此后又有多条线路开通，比如取代路面电车线布鲁克林及北河线的巴士线路，以及取代皇后区巴士线路公司（Queens Bus Lines）所经营线路的巴士线路。。DP&S也在史泰登岛经营路面电车线路，以替代史泰登岛中部铁路公司所经营的电车线路。
1921年，DP&S又收购大桥经营公司（Bridge Operating Company）运营的威廉斯堡大桥电车慢线，并开始运营该线。该线在1948年12月5日移交给纽约市运输局后被B39线巴士替代，继续由纽约市经营。
1940年6月2日，市政府接管布鲁克林-曼哈顿运输股份有限公司的路面电车网和布鲁克林及皇后区运输公司的路面电车网，继而拥有一个覆盖布鲁克林全境和皇后区部分地区的庞大的路面电车和巴士网络。1947年2月23日，纽约市运输局接管岛屿运输公司（Isle Transportation Company）在史泰登岛的巴士网络。纽约市运输局又在1947年3月30日接管北岸巴士公司在皇后区的巴士线路，在1948年9月24日接管东城巴士公司（East Side Omnibus Corporation）和综合巴士公司（Comprehensive Omnibus Corporation） 在曼哈顿的巴士线路。布鲁克林的最后两条电车线为教堂大道线和麦克唐纳大道线，两线均在1956年10月31日终止运营。此外由私营企业昆斯博罗桥铁路公司（Queensboro Bridge Railway）经营的昆斯博罗桥慢线电车也在1957年结束运营。

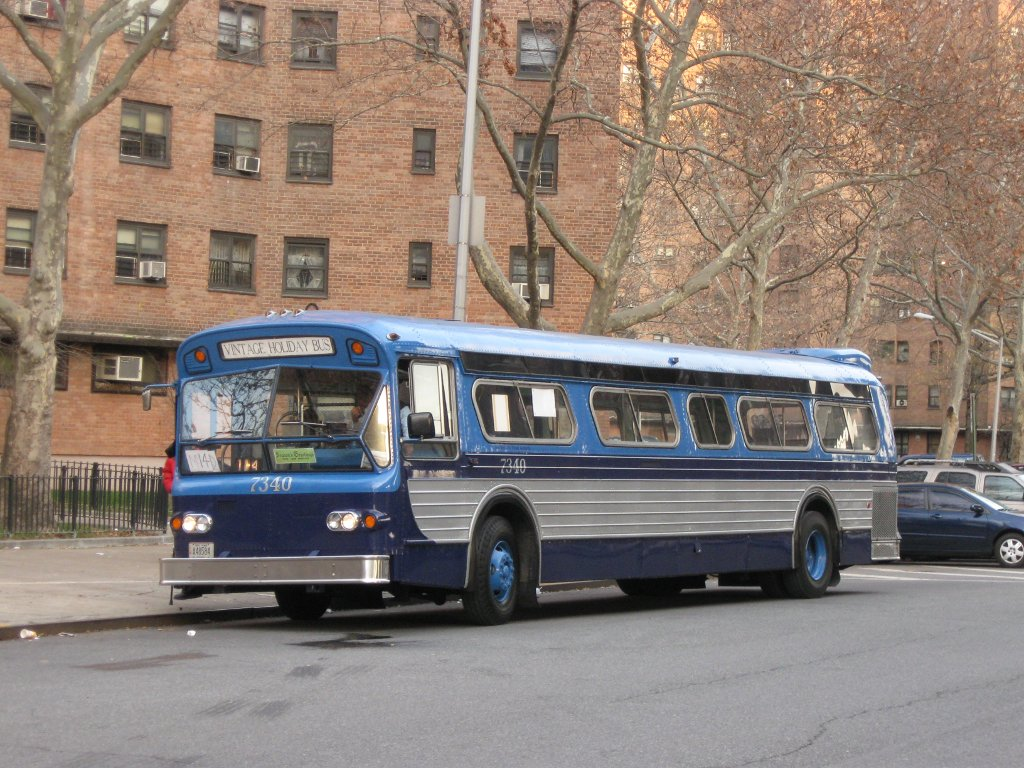
纽约市公共运输局巴士70年代早期的蓝底涂装，该巴士在2008年以特别观光巴士行走

50年代后期，史泰登岛及布鲁克林的所有慢线巴士线路均由市政府经营，此外还有皇后区近一半的慢线和曼哈顿的数条线路。皇后区有数家私营企业经营巴士服务，B大道及东百老汇运输公司（Avenue B and East Broadway Transit Company）则经营曼哈顿的数条由路面电车转型的巴士线路，但在此时，曼哈顿几乎所有线路、布朗克斯的所有线路，外加两条前往皇后区的线路（15号线，第五大道来往杰克逊高地和三区大桥）以及一条皇后区区内线路（16号线，埃姆赫斯特跨城线）由第五大道客车线路公司及地面运输公司经营。1962年纽约巴士行业罢工之后，市政府冻结了各巴士公司的资产。为提高巴士服务质量，纽约市成立曼哈顿及布朗克斯地面运输运营局（Manhattan and Bronx Surface Transit Operating Authority, MaBSTOA），隶属MTA，以租约的方式经营原先由第五大道客车线路公司和地面运输公司经营的线路。1980年，曼哈顿及布朗克斯的最后一批私营企业经营的线路（由B大道及东百老汇运输公司经营）移交给MaBSTOA经营。
1981年底，MTA将NYCTA下属的地面运输部和MaBSTOA合并，统一使用“纽约市运输巴士”（New York City Transit Bus）或MTA纽约市巴士名称。
而皇后区剩余的巴士线路以及大多数快线巴士线路则在2005及2006年市政府收购7家私营巴士企业时，以合约的方式移交给MTA巴士公司经营。2008年，MTA巴士公司（包括长岛巴士公司）和纽约市运输巴士并入MTA区域公共汽车运营（局）。“MTA纽约市巴士”的名称仍在使用，并出现在巴士车身上，但正随着新涂装的推广而逐渐消失。纽约市运输巴士的首辆新涂装巴士在2016年秋季送抵。不过纽约市运输巴士、MaBSTOA、MTA巴士公司仍为实际经营巴士服务的法定单位。

### MTA巴士

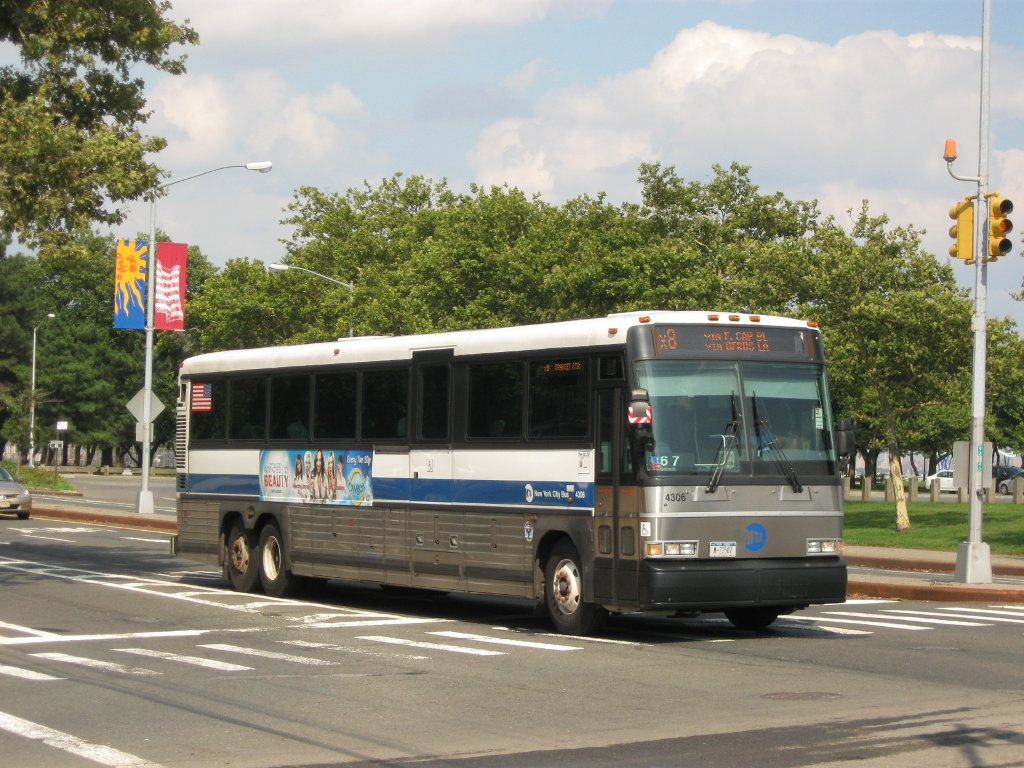
MTA的一部美西艾巴士，用于快线巴士线路。该涂装在1977年至2016年间使用。

2004年底，为接手此前由私营企业经营，由纽约市交通局（NYCDOT）管理的巴士线路，MTA成立MTA巴士公司。
巴士线路交接分多个阶段，先是在2005年1月3日接手自由快线公司的线路，之后在2005年2月27日接手皇后区地面交通公司的线路，在2005年7月1日接手纽约巴士服务公司的线路，在2005年12月5日接手康曼德巴士公司的线路，在2006年1月9日接手绿巴线公司的线路，在2006年1月30日接手牙买加巴士公司的线路，最后一家私营企业三区客车公司的线路则在2006年2月20日交接。
除这些企业外，在纽约经营由NYCDOT管理的巴士线路的私营企业还有学院巴士和大西洋快车，学院巴士的线路在2001年移交给纽约市公共运输局和大西洋快车。曾由学院巴士经营的由NYCDOT管理的巴士线路中，X23和X24线移交给大西洋快车经营，X17J、X21、X22和X30线则移交给纽约市公共运输局，纽约市公共运输局在接手X21线数月后终止其服务。大西洋快车在2013年破产，并把线路交回学院巴士经营。近期纽约州议员娄·特巴克、纽约州参议员安德鲁·兰扎、美国众议员迈克尔·E·麦克马洪，以及纽约市众议员文森特·伊格尼兹奥和詹姆斯·奥多要求MTA考虑接管由NYCDOT管理的，由私营企业经营的巴士线路。此外，布鲁克林的私人运输有限公司（Private Transportation Corporation）经营的B110线虽不受NYCDOT管理，但也属纽约市政府特许经营的专营巴士线路之一。大西洋快车经营的AE7线快线巴士（来往特拉维斯和托滕维尔）也属该情况，不过该线在2010年12月31日因客流量低而结束服务。众议员文森特·伊格尼兹奥和詹姆斯·奥多以及参议员麦克·格林姆建议MTA重新经营改线。

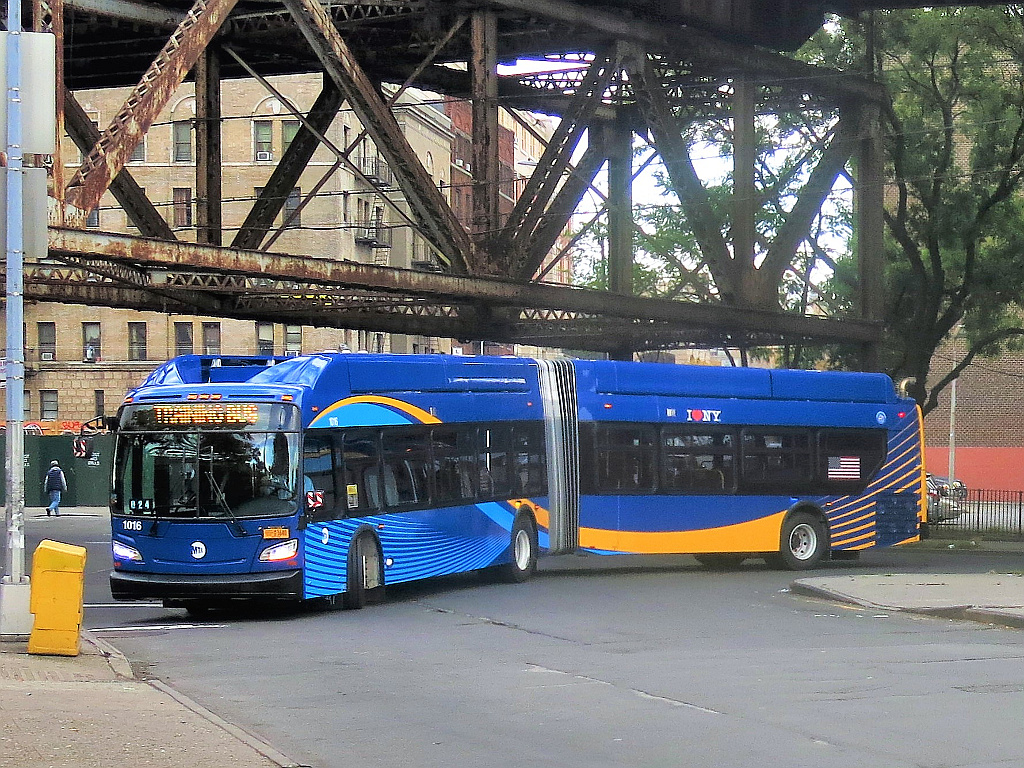
MTA的一部纽弗莱尔Xcelsior XN60型铰接客车，涂装为MTA在2016年春季推出的新巴士涂装。新涂装更换完成后，纽约市巴士和MTA巴士将难以分辨，仅能通过维修厂标识区别。

### 整合
目前MTA的巴士网络在2000年代中期形成，由MTA的下属机构MTA巴士公司（MTA Bus Company, MTABC）运营，其线路在整合之前由私营企业经营，由纽约市运输局管理，此前曾由纽约市专营局（New York City Bureau of Franchises）管理。MTA巴士公司根据与纽约市政府签订的合约经营巴士服务，其收支可报销。这一模式使得纽约市内几乎所有巴士线路均收归MTA巴士公司。
2006年巴士线路整合完成后，MTA开始整合线路的管理机构，以简化机构运作。2008年5月，MTA区域公共汽车运营（局）正式成立，曾担任纽约市公共运输局巴士运输局的约瑟夫·J·史密斯（Joseph J. Smith）负责机构整合的领导工作。MTA区域公共汽车运营在成立时也经营MTA长岛巴士，但在2011年12月，长岛巴士的线路被移交给威立雅运输经营。
2008年，MTA巴士公司、纽约市公共运输局巴士和长岛巴士被整合进新的MTA区域公共汽车运营（局），“MTA巴士”和“纽约市巴士”的品牌继续使用，直至2016年MTA推出新涂装后才停用。第一批使用新涂装的巴士在2016年春夏季运抵，为75辆铰接巴士.
直至2011年12月31日，MTA区域公共汽车运营（局）也经营纳苏县的MTA长岛巴士，同样在MTA与纳苏县签订的合同下经营，车辆、设备等均由纳苏县拥有。2011年，MTA向纳苏县请求更多经费，但被纳苏县政府拒绝。MTA经投票决定在2011年底终止经营该服务。纳苏县政府于是从2012年初起委托私营企业威立雅运输（现法国交通发展集团）经营相关服务，而品牌也更改为“纳苏县际快车”（Nassau Inter-County Express, NICE）。

## 运营
MTA区域公共汽车运营下属线路覆盖纽约全市，但也有部分线路可前往纽约市以外，如Q5、Q85线跨过纳苏县界至谷溪的绿田购物广场。Q2、Q110线在行经亨普斯特德公路，转入跨岛公园道，直至埃尔蒙特的贝尔蒙公园时，其轨迹位于纽约市界之外。Q46线慢车和QM6线快车经纳苏县成功湖村雷克维尔路（Lakeville Road）到达长岛犹太医疗中心和北岸大厦。Q113和Q114线在行经皇后区东南和远洛克威之间时，其轨迹跨入纳苏县。此外Q111线部分班次在繁忙时间可到达纳苏县锡达赫斯特。Bx16线可到达威斯特徹斯特县弗农山的两个街区。Bx7线和Bx10线一端终点站均在布朗克斯区和威斯特徹斯特县交界处。BxM3线快车可前往威斯特徹斯特县扬克斯的盖蒂广场。S89线是唯一一条在纽约州以外设站的线路，该线终点站位于新泽西州贝永的哈德逊-博根轻轨铁路34街车站。史泰登岛的部分快线巴士线路会行经新泽西州，但不设站。
纽约市公共运输局巴士的线路编号前缀表示线路主要行经的地区，其中B表示布鲁克林区，BX表示布朗克斯区，M表示曼哈顿，Q表示皇后区，S表示史泰登岛。大部分前往曼哈顿的快线巴士线路使用以M结尾的前缀，也即从布鲁克林开出的快线巴士以BM开头，从布朗克斯开出的快线巴士以BxM开头，从皇后区开出的快线巴士线路以QM开头，从史泰登岛开出的线路以SIM开头。但有例外，7条属于MTA纽约市巴士的，位于布鲁克林和皇后区的快线巴士线路，以X开头，而线路编号后缀则表示支线。

### 慢线及大站快车线路

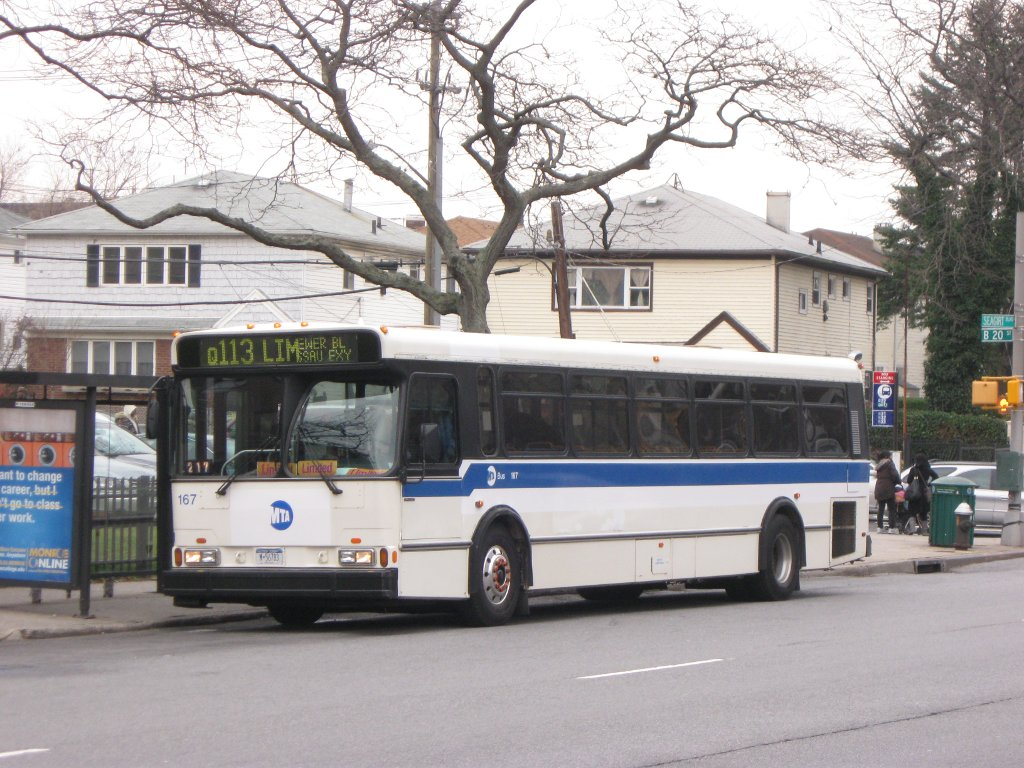
原属蜜蜂线巴士系统的奥利安国际型巴士，行走纽约市巴士Q113线，指示牌上显示“LIMITED”（大站快车）字样，仪表盘处放置多块写有“LIMITED”的纸牌。该巴士已于2013年退役。

慢线及大站快车线路的巴士一般只在同一行政区内行驶，但有少数行经两个行政区。慢线巴士停靠沿线所有车站，而对应的大站快车只停靠繁忙的换乘站、重要地点及位于繁忙道路的车站。纽约市的第一条尝试大站快车模式的线路为M4线，于1973年开通相关服务，只在繁忙时间开行，此后又有多条线路使用该模式。使用大站快车模式的线路通常以该方式运行：慢车仅在大站快车实施的区间行驶，而慢车不行经的区间则由大站快车以慢车模式行驶。部分实施大站快车模式的线路中，也有出现慢车行经全程的情况，部分线路则只有大站快车，部分线路则设置大站区段，中间路段不停靠，而两端站距则较普通大站快车小。
大部分大站快车会在路线牌显示“LIMITED”或“LIMITED STOPS”字样，有时也以在挡风玻璃处放置橙色或紫色的“Limited”纸牌。此外也有深海军蓝色的“LOCAL”字牌表示慢车，以及红色“Express”字牌表示快车。
以下MTA区域公共汽车运营所属线路设有大站快车服务（不含史泰登岛的线路，该岛线路使用独立的编号系统），粗体表示该大站快车没有对应的慢线，斜体表示该大站快车没有对应的日间慢车服务。
| 行政区   | 线路                                                                                       | 参考资料 |
| -------- | ------------------------------------------------------------------------------------------ | -------- |
| 布朗克斯 | Bx1, Bx15, Bx36                                                                            | [ 41 ]   |
| 布鲁克林 | B6、B35、B38、B41、B49、B103                                                               | [ 40 ]   |
| 曼哈顿   | M1、M2、M4、M5、M98、M101                                                                  | [ 42 ]   |
| 皇后区   | Q4、Q5、Q6、Q10、Q17、Q25、Q27、Q36、Q43、Q46、Q50、 Q58, Q65, Q83, Q85, Q100, Q113、 Q114 | [ 38 ]   |
| 史泰登岛 | S81、S84、S86、S89、S90、S91、S92、S93、S94、S96、S98                                      | [ 39 ]   |
| 1. 2. 3. |                                                                                            |          |

### 特选巴士服务

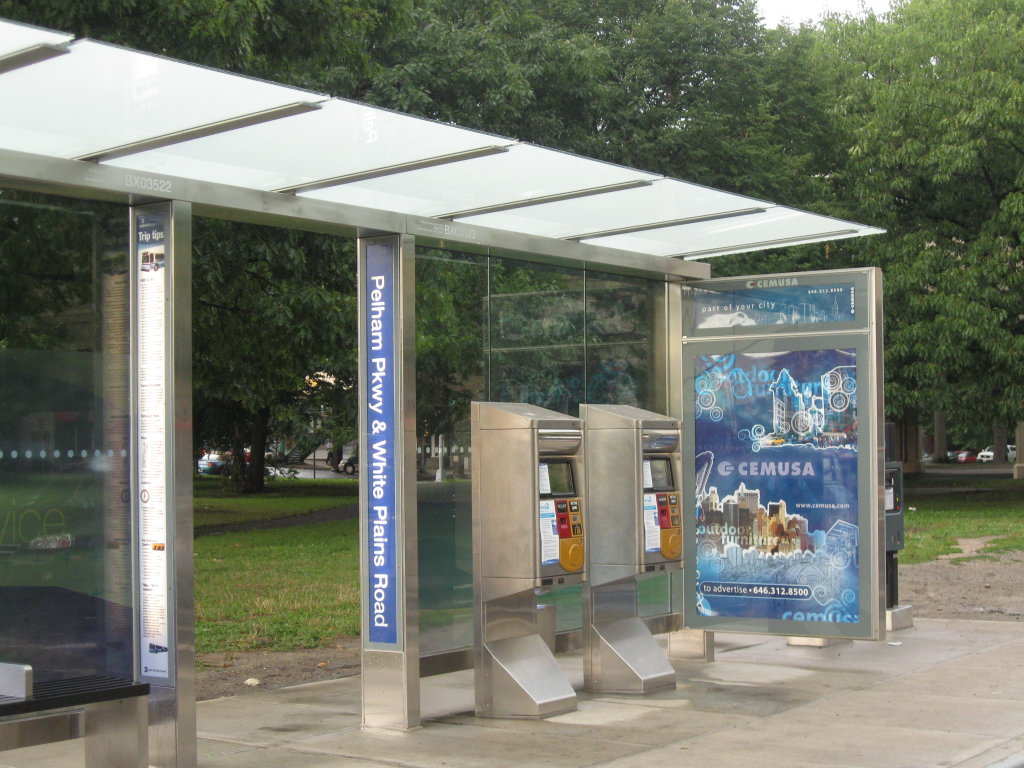
特选巴士售票机

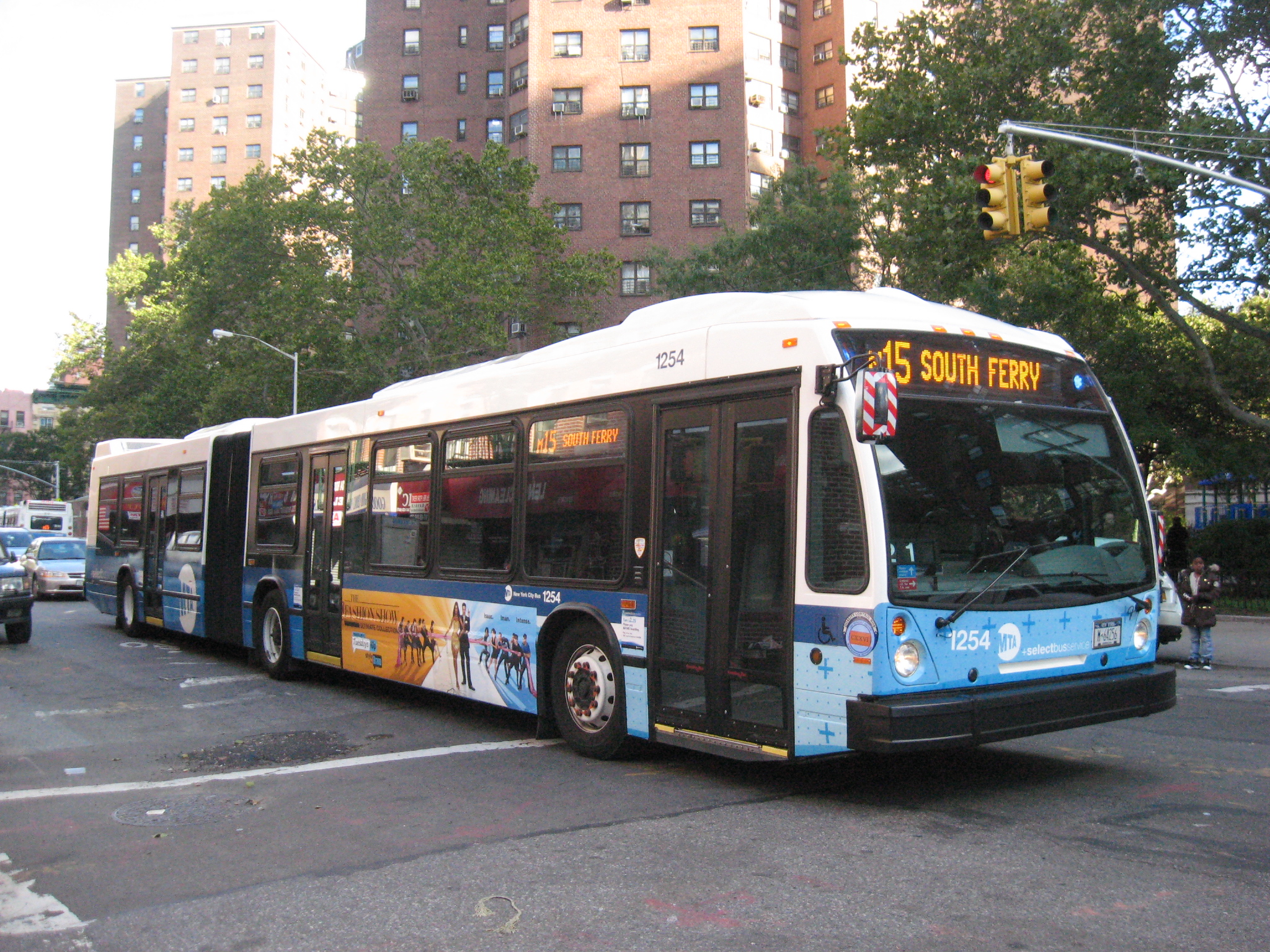
特选巴士服务M15线（车队编号#1254） 行驶于下东城

特选巴士服务（Select Bus Service, SBS）是MTA的快速公交系统（BRT）品牌，是大站快车的变种，但乘客须在上车前提前在候车亭的售票机（如右图）购票，乘客将获得收据作为付费凭据，并须在检查员查票时出示收据。若售票机因故未能提供收据，乘客需告知司机。与特选巴士服务相配套的还有巴士专用的路面标线和交通标志，为该服务的巴士提供日间巴士专用道。
第一条特选巴士线路Bx12线于2008年6月29日开通，行经曼哈顿207街、福德汉姆路（Fordham Road）及佩勒姆公园道（Pelham Parkway）。第二条线路M15线于2010年10月10日开通，此前特选巴士服务引进了新的低地台巴士。第三组线路为M34线/M34A线，于2011年11月13日开通。市政府原计划在34街设置巴士专用道，将使一般车辆无法通行该街道，但设置专用道的计划因M34、M34A线特选巴士服务的开通而取消。第五条线路为B44线，行经罗杰斯大道、贝德福德大道和诺斯特兰大道，在2013年11月17日新售票机送达后开通。S79线（行经海兰大道、里奇蒙大道）原计划在2013年改为特选巴士线路，但被提前至2012年9月2日，对应的慢线为S78、S59线。Bx41线为纽约第六条、布朗克斯第二条特选巴士线路，行经韦伯斯特大道，于2013年6月30日开通，这也是特选巴士服务第二期线路的第一条（第一期线路包括已有特选巴士线路加上B44线）。此后又有计划在拉瓜迪亚机场和福德汉姆广场之间，Bx41线慢线沿线开行特选巴士线路的计划。
行经125街、罗伯特·肯尼迪大桥和阿斯托利亚大道，前往拉瓜迪亚机场的M60线巴士在2014年5月25日改为特选巴士服务线路，这也是纽约第七条、曼哈顿第三条特选巴士线路，对应的慢线服务有M100线、M101线、Bx15线和Q19线。此后在MTA的2014-2017财政计划中出现第八条特选巴士线路的计划。纽约第八条、曼哈顿第四条特选巴士线路为行经86街的M86线。该线原计划于2015年6月28日开通，但被推迟至7月13日才开通。
纽约第九条、布鲁克林第二条特选巴士线路为行经尤提卡大道的B46线。该线开通后，B46线的特选巴士服务和慢车服务北端总站改动，以提高运行可靠性。该线原计划于2015年秋季开通特选巴士服务，但最后在2016年7月3日才开通。纽约第十条、皇后区第一条特选巴士线路为Q44线。该线原为行经东177街和皇后区主街的大站快车线路，于2015年11月29日开通。Q44线快车改为特选巴士服务后，在布朗克斯停靠的站点为最繁忙的数个站点，在皇后区的部分原停靠站改由Q20A/B线服务。由于Q20A/B线均不进入布朗克斯，且Q44线慢车只在深夜开行，因此Q44线在布朗克斯动物园和牙买加之间的特选巴士服务为全日服务，而Q20A线也在深夜取代Q44线在皇后区的慢车服务。
2016年9月25日，纽约第十一条、皇后区第二条特选巴士线路Q70线开通，并加上了“拉瓜迪亚机场接驳线”（LaGuardia Link）的名称。与其他特选巴士线路不同的是，Q70线车辆的涂装为天蓝色底色，加上云朵和飞机的图标，以吸引更多机场旅客使用公共交通出行。这也是MTA巴士公司的首条特选巴士线路（此前的特选巴士线路都属于MTA纽约市巴士）。2016年11月6日，纽约市第十二条、曼哈顿第五条特选巴士线路M23线开通。该线车辆使用专用车道，部分车站设有进站倒计时。线路改造耗资170万美元。2017年5月21日，M79线开通特选巴士服务，相关巴士使用新设置的巴士专用道。 2017年9月3日，Bx6线开通特选巴士服务，沿线设置巴士专用道，人行道被加宽。Bx6线特选巴士服务停靠Bx6慢线沿途客流量大的车站，以补足原有的慢车服务。该线也是布朗克斯第三条特选巴士线路。2017年11月12日，行走伍德哈文大道和跨湾大道的Q52线和Q53线开通特选巴士服务。此外B82线也计划在2018年7月开通特选巴士服务，并替代现有的大站快车服务，该线最终推迟到10月1日才正式开行。随着“零死亡愿景”计划的实施，纽约将在更多交叉路口设置巴士专用道。
目前所有特选巴士途径的专用道均设有监控摄像头限制其他车辆行驶，设于路边的专用道被漆上红色，禁止其他车辆在工作日使用，而独立设置的专用道则禁止其他车辆在除紧急情况外的任何时候使用。
特选巴士服务所使用的车辆标有“+selectbusservice”字样以资识别，车辆也在设有售票机的专用车站停靠，专用车站与普通车站分隔开，避免造成混乱。

### 快线巴士服务
MTA的快线巴士主要在繁忙时段服务曼哈顿以外缺乏铁路接驳的居民区或郊区，连接此类地区和曼哈顿上城、曼哈顿中城，部分线路也在非繁忙时段为客流较大的区域提供服务，服务时间为每天从清晨至深夜（如SIM1、SIM1c、SIM22、X27、X28、BxM1/2、BxM3、BxM4、BxM6、BxM7、BxM8、BxM9、BxM10、BxM11、QM2、QM4和QM5/6线，其中SIM1c线为24小时服务）。行驶快线巴士线路的车辆有45英尺（14）美西艾和普雷沃旅游车规格客车。
快线巴士服务始于1968年开通的R8X线（现X8线），来往史泰登岛南岸和布鲁克林市区，途经海兰大道（Hylan Blvd）和教父卡波丹诺大道（Father Capodanno Blvd）。该线于80年代更改编号为X8，并改线至曼哈顿下城。
許多住在日落公園的華裔美國人對缺乏前往曼哈頓的快线巴士服務感到不滿，尤其是當灣脊的大部分白人社區有快线巴士服務前往曼哈頓（即X27），因此他們使用了“英雄被困日落園，慢過灣脊出下城”的口號批評大都會運輸署（當口號的起源是香港民間口號之一，即“英雄被困筲箕灣，不知何日到中環”。）

### Access-A-Ride

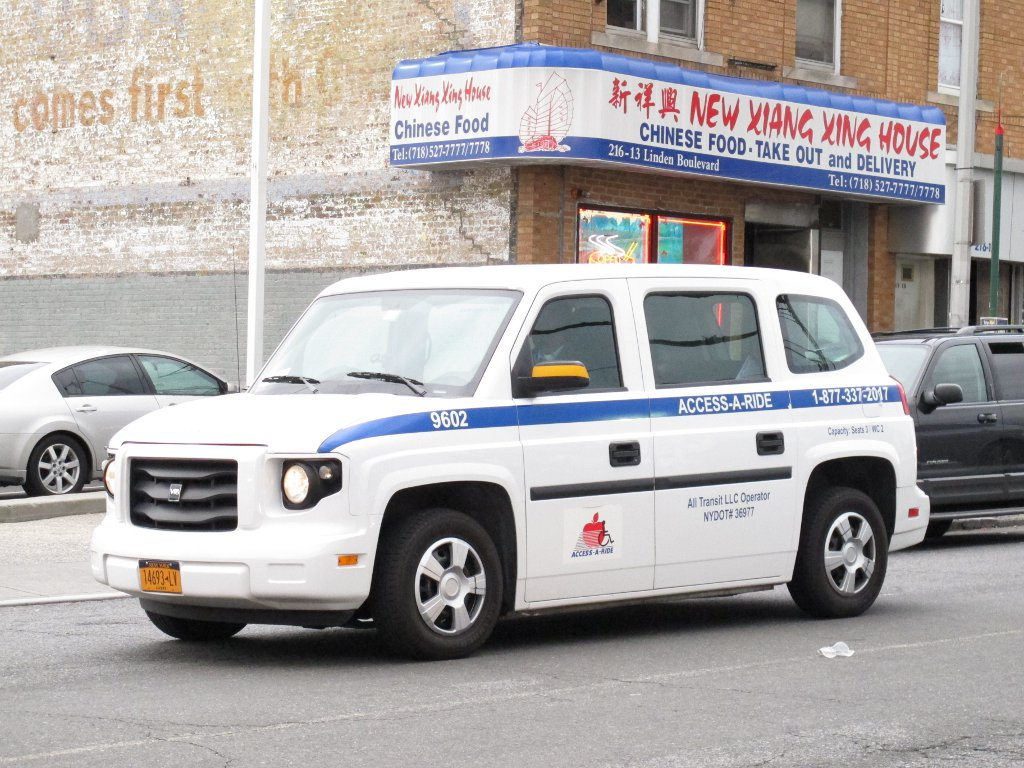
一辆MV-1型Access-A-Ride运营车辆

除了旗下车队全面使用低地台巴士外，纽约市运输局也根据美国残疾人法案为无法乘坐普通巴士和地铁的行动不便人士提供Access-A-Ride辅助客运服务，该服务覆盖纽约市全境，并可在任何时候提供。Access-A-Ride辅助客运服务由多家承包商提供，车辆由MTA提供。该服务在1991年美国残疾人法案通过后推出。

## 巴士站
在某一服务区域内，巴士站通常每两至三个街区设置一个，另外有指导方针表明巴士站距离原则上为750英尺（230）。巴士站设在路边，通常位于交叉路口，并设有蓝色站牌和候车亭。巴士停靠处为混凝土基板或是巴士专用道的指定位置（部分停靠处涂上枣红色）。部分巴士站（尤其是特选巴士服务停靠站）为突出式设计。
除站牌另外标注外，所有车站均在任何时候服务。

### 站牌
纽约市巴士站有两种站牌：

B44线特选巴士服务停靠布鲁克林某站点

- 旧式站牌为一块简单的矩形金属牌，与其他交通标志相似。[45][76][81][82]
- 新式站牌标注有停靠线路及线路目的地。[76][45][81][82]

此外，行经纳苏县和纽约市界附近（如Q36、Q46、QM6线）或纳苏县内的皇后区MTA线路（如Q111、Q113、Q114线）有时与纳苏县际快车共用站牌，站牌样式为原先MTA长岛巴士的样式，然而Q111、Q113和Q114线在纳苏县内的不少车站没有设置站牌，或是只设一块标有“No Stopping Bus Stop”（无线路停靠）的金属牌。
新式站牌于2000年代中期开始使用，所有纽约市巴士线路均更换了新式站牌，而不少MTA巴士线路的停靠站仍有使用旧式站牌，仅标明停靠线路。纽约市界内所有巴士站均由纽约市运输局（New York City Department of Transportation）维护。新式站牌由ABS树脂制成，寿命达十年（旧式站牌平均寿命只有三年），维护清理也比旧款站牌容易。新式站牌的绿色塑料制站柱高12英尺（3.7）至20英尺（6.1），而旧式站牌的站柱则为6至9英尺（1.8至2.7）高。新式和旧式站牌均在站柱中部安装有Guide-A-Ride线路信息箱，提供线路时刻表、线路图和其他信息。至80年代，所有纽约市巴士车站均安装了Guide-A-Ride信息箱，MTA巴士公司旗下线路则在2000年代开始于快线巴士线路车站安装信息箱，2012年开始在慢线车站安装信息箱。截至2014年，所有巴士站均有时刻表。

#### 旧式站牌

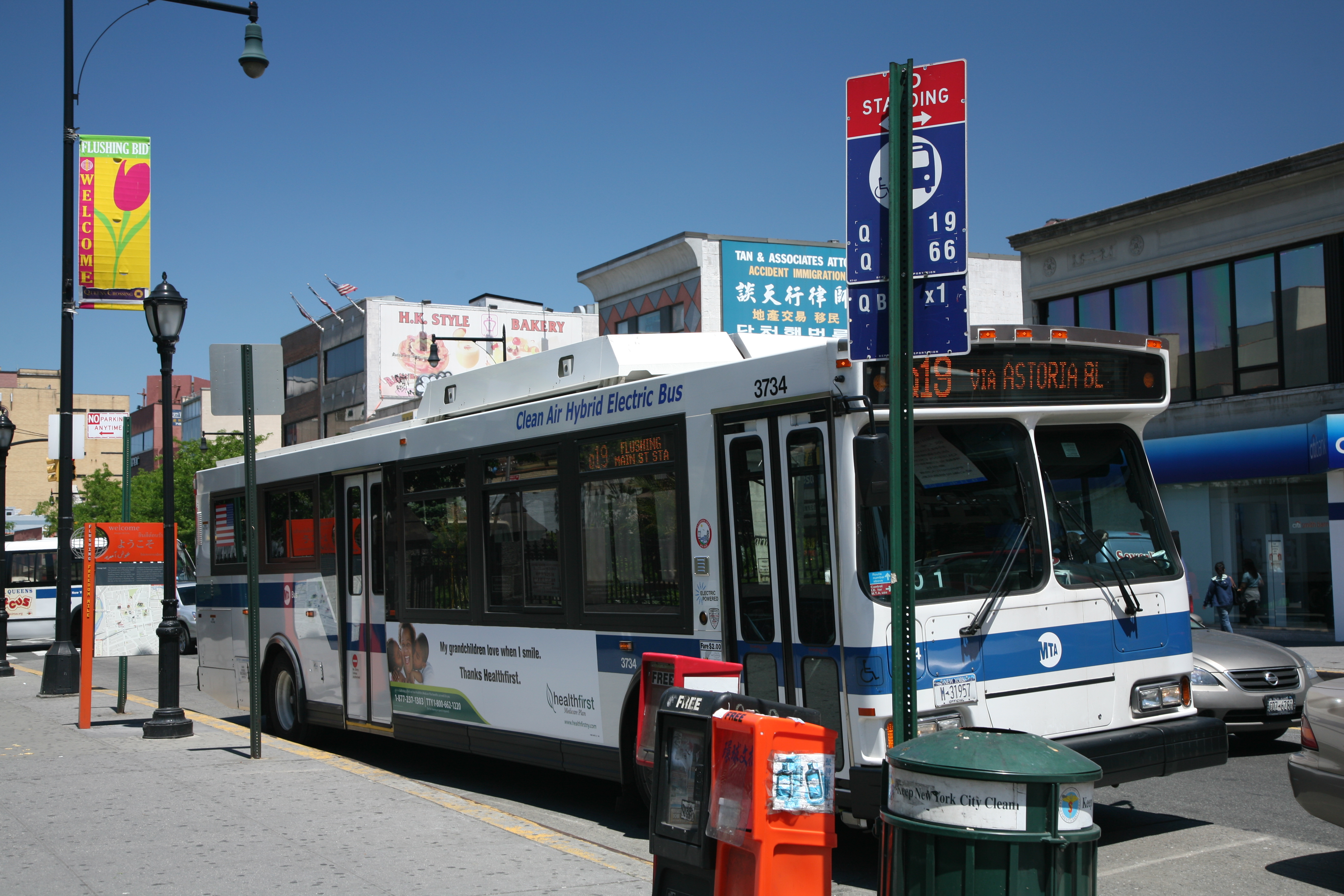
一辆线巴士停靠在皇后区法拉盛的一个巴士站，该站使用旧式站牌。

纽约市第一块绘有巴士图案的金属巴士站牌出现在60年代，由当时的运输委员会设置。目前用于MTA巴士线路的车站和临时车站的金属站牌的样式最早于1976年使用，当时新站牌的设立是曼哈顿中城第五大道、第六大道街道指示牌计划的一部分，该计划在市区大众运输管理局的资助下实施。新站牌在80年代安装完成。
现存旧式站牌上部分为红色，写有“NO STANDING”（禁止停车）字样，并有箭头表明禁止停车区域，下部分为蓝底白框，绘有蓝色巴士及轮椅图案。各线路用不同颜色标注（具体颜色见下文），但没有标明目的地。部分快线巴士线路停靠的车站站牌为青绿色，写有“EXPRESS”（快速）字样。

#### 新式站牌

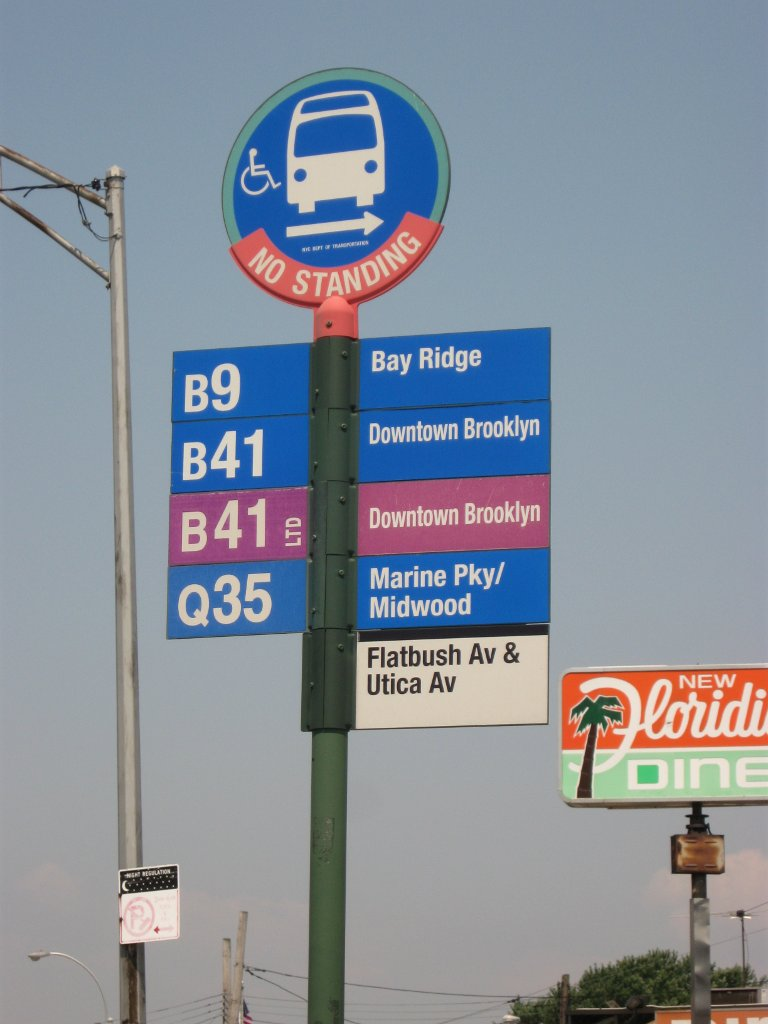
位于布鲁克林弗拉特布什大道和尤提卡大道交汇处的新式站牌，既标注停靠线路也标明目的地。

新式站牌为圆形，使用不同颜色标示不同类线路，在所有MTA纽约市巴士的线路上使用，也在MTA纽约市巴士与MTA巴士及其他巴士公司共用的车站上使用。新式站牌最早在1996年11月在皇后区牙买加安装，由W.S.标志设计有限公司（W.S. Sign Design Corporation）设计，其样式基于伦敦和巴黎自50年代起使用的巴士站牌。新式站牌在1994年由MTA和运输局在获得两个联邦许可后开始制造，总造价达150万美元。新式站牌的启用是为了解决乘客所投诉的旧式站牌信息不足且经常丢失的问题。
新式站牌上方为圆形牌，下方为矩形彩色停靠线路列表牌。圆形牌绘有巴士图案和轮椅图案，为蓝底白色；矩形牌为停靠线路列表及其目的地（一般为终点站所在街区，部分线路为终点站所在街道或周边地标，比如Bx12慢线西向车站的站牌标注其目的地为终点站所在街道“塞奇威克大道”而非所在街区“大学高地”），按不同线路类型涂上不同底色。最下方为一块白底黑字矩形牌，注明本站站名，通常为车站所在交叉路口的两条街道名。若该车站为全日服务，则上方圆形牌底部会用箭头和红色文字标明禁止其他车辆停靠的区域。若该车站并非全日服务，则矩形列表牌最上方会注明“NO STANDING”（禁止停车）及车站使用时间。部分位于高架铁路下方的巴士站（例如位于布朗克斯百老汇高架铁路下方的Bx9线的巴士站）站牌为一块装在桥柱上的金属板，模仿新式站牌的外观印制图案。

#### 电子倒数显示器
纽约市部分巴士站设有电子倒数显示器，由达科电子和STV集团制造。电子倒数显示器借助MTA巴士到达时间系统向乘客提供下一班车与本站的距离。最先装上电子倒数显示器的两个车站分别位于史泰登岛斯塔普列顿和新多普，于2013年安装完成，其中位于新多普的倒数显示器使用太阳能供电。第三个安装该设备的车站位于纽约市政厅旁，于2015年安装完成。此后纽约市运输局计划在在市内安装约350个倒数显示器，其中位于史泰登岛和布鲁克林的18个在2014年底获准安装，位于皇后区的10个在2015年获准安装，位于史泰登岛的100个于2016年获准安装。2018年，MTA宣布将安装更多倒数显示器，这也成为MTA巴士行动计划（Bus Action Plan）的一部分。
部分特选巴士线路（如B44、B46、M34/M34A、M60、M79、M86和Q44）沿线车站也设有倒数显示器，但与巴士站牌分离，设于站牌旁的信息亭内，这些信息亭是2013年纽约市WalkNYC计划的一部分。截至2016年，纽约市共32个巴士站设有以上两种倒数显示器中的一种。此外在2007年及2009至2012年间，MTA曾分别在M15线和M34、M16线上试验倒数显示器，但均未有推广。

#### 站牌线路色彩
部分巴士站牌上显示的线路会以不同颜色表示线路类型。
| 颜色         | 线路类型 |
| ------------ | --- |
| 蓝色         | - MTA慢线巴士线路 - 蜜蜂线慢线巴士线路 - 仅供上客（除波士顿路、百老汇（西242街以北部分）、白原路（东241街、西1街之间的部分）、福德哈姆路、曼迪巷沿线车站，以及佩勒姆湾公园周边车站外） - NICE慢线巴士线路 - 皇后区内的车站出纽约市方向仅供上客，进纽约市方向仅供下客（除牙买加大道239街以南部分沿线车站及胡克大道沿线车站外） - 部分由MTA巴士公司管理的站牌使用 淡蓝色。 |
| 紫色         | - MTA大站快车线路 - 部分由MTA巴士公司管理的站牌使用 淡紫色. |
| 绿色         | - MTA快线巴士线路（往曼哈顿方向仅供上客，离开曼哈顿方向仅供下客） - B110线布鲁克林快线巴士服务（由私营企业经营） - 部分由MTA巴士公司管理的站牌使用 淡绿色. |
| 天蓝色       | - MTA特选巴士服务线路 - 通常以数条淡蓝色、深蓝色波浪形彩带和渐变背景装饰，较新的线路还有黄色彩带。 |
| 天蓝色及蓝色 | - MTA特选巴士服务线路 - 通常以数条淡蓝色、深蓝色波浪形彩带和渐变背景装饰，较新的线路还有黄色彩带。 |
| 黑色         | - 仅深夜服务 |
| 黄色         | - 学校特别服务（仅在纽约市公办学校开学期间停靠） |
| 白色         | - 私营线路、旅游线路、通勤线路、长途线路 |

### 候车亭

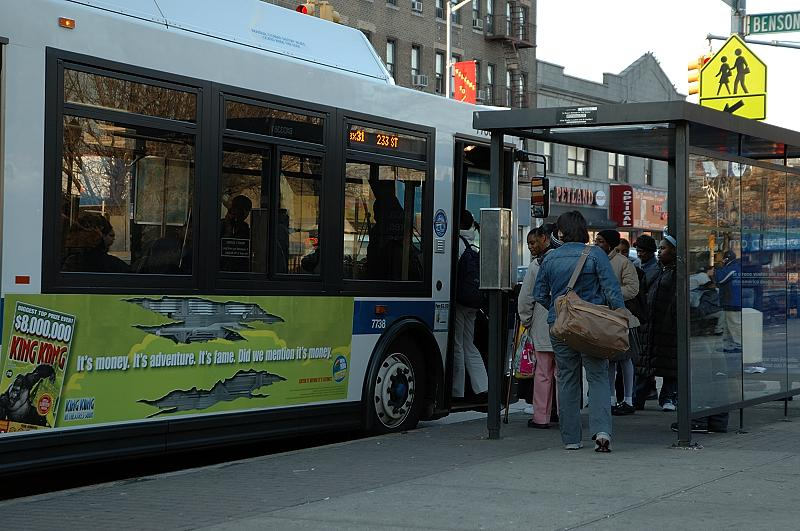
布朗克斯的一个旧式黑框候车亭。

目前常见的候车亭是纽约市“街道家具”计划的一部分，由西班牙广告公司瑟姆莎公司设计。该计划在90年代开始招标，至2006年5月瑟姆莎公司获得20年合约，涉及3,300个候车亭。该公司也向纽约市政府另外付费，获得候车亭广告投放权，并获得一部分广告收入。只设有玻璃及黑色金属框的简易旧式候车亭则被取代。2006年12月，首批共24个新式候车亭在皇后区安装完成。

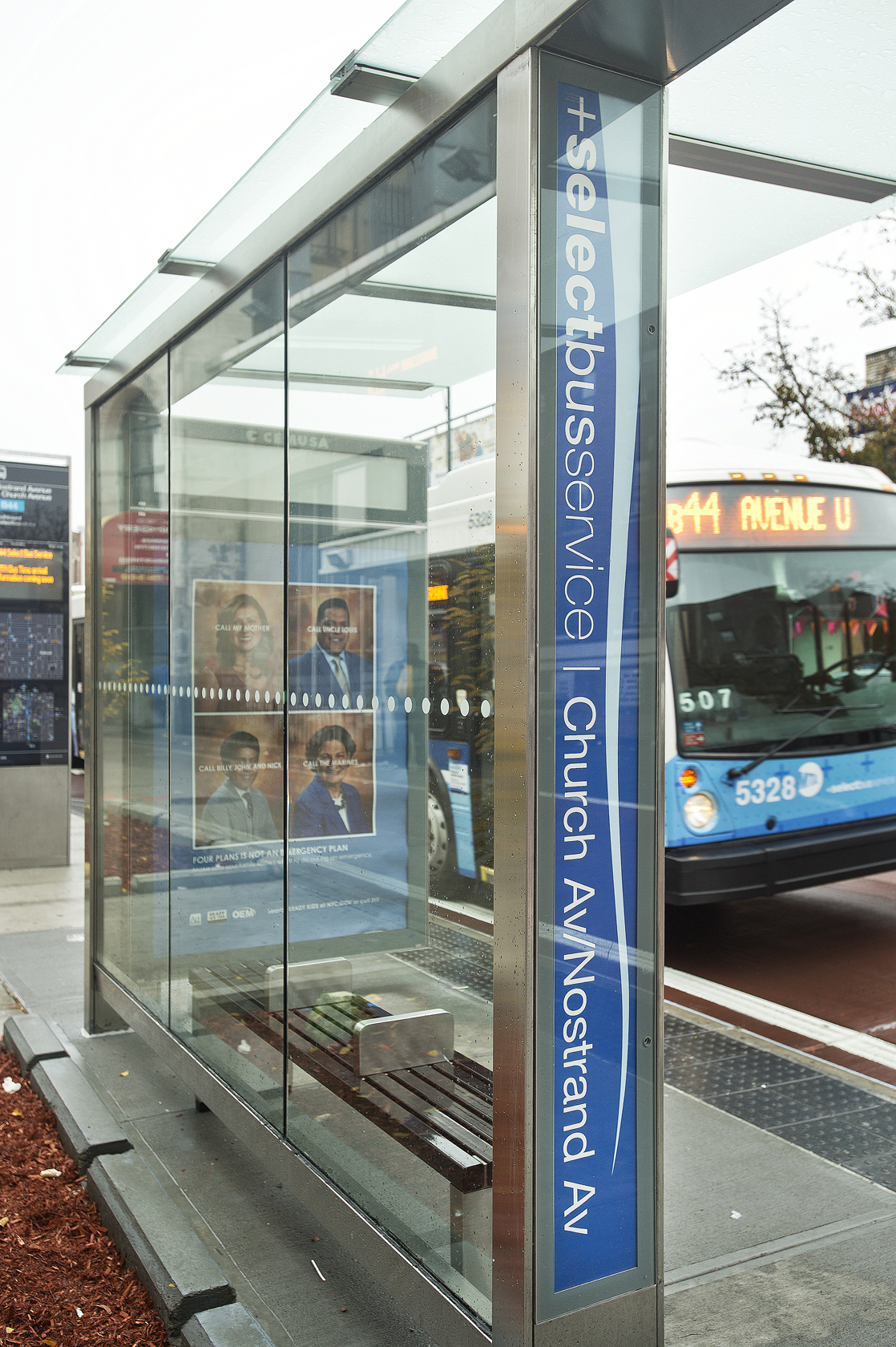
位于布鲁克林的新式候车亭（B44线特选巴士服务）。

新候车亭由英国设计师尼古拉斯·格雷姆肖及其公司格雷姆肖建筑设计公司设计，为不锈钢及四面玻璃组成，其中一面玻璃为广告宣传板，旁边两面内置周边街道图，候车亭内也装有“Guide-A-Ride”金属箱，放置停靠线路的线路信息。新候车亭共有五种尺寸（常规尺寸：5乘14英尺（1.5乘4.3）；较窄尺寸：3.5乘14英尺（1.1乘4.3）；较短尺寸：5乘10英尺（1.5乘3.0）；较小尺寸：3.5乘10英尺（1.1乘3.0）；较大尺寸：5乘26英尺（1.5乘7.9））。所有新候车亭均设有座位，而不少旧式候车亭没有座位。部分新式候车亭设有LED显示器、液晶广告显示屏及设有NFC设备的广告版，这一配置最早出现在曼哈顿。 2015年瑟姆莎公司被法国广告公司德高集团收购后，新式候车亭由德高集团维护。

### 深夜请求停车服务
MTA区域公共汽车运营于晚10:00至次日清晨5:00提供“请求停车”（Request-a-Stop）服务，允许乘客请求司机在巴士行驶途中在非停靠站的位置停车下客，但停车点需“安全”（即不违反交通法律），否则司机将在最近的安全停靠点停车。.“请求停车”服务不适用于特选巴士线路、快线巴士线路、大站快车线路和深夜线路。“请求停车”服务最早于1993年12月5日于史泰登岛实行，此后在1994年扩展至其他行政区。

## 车队

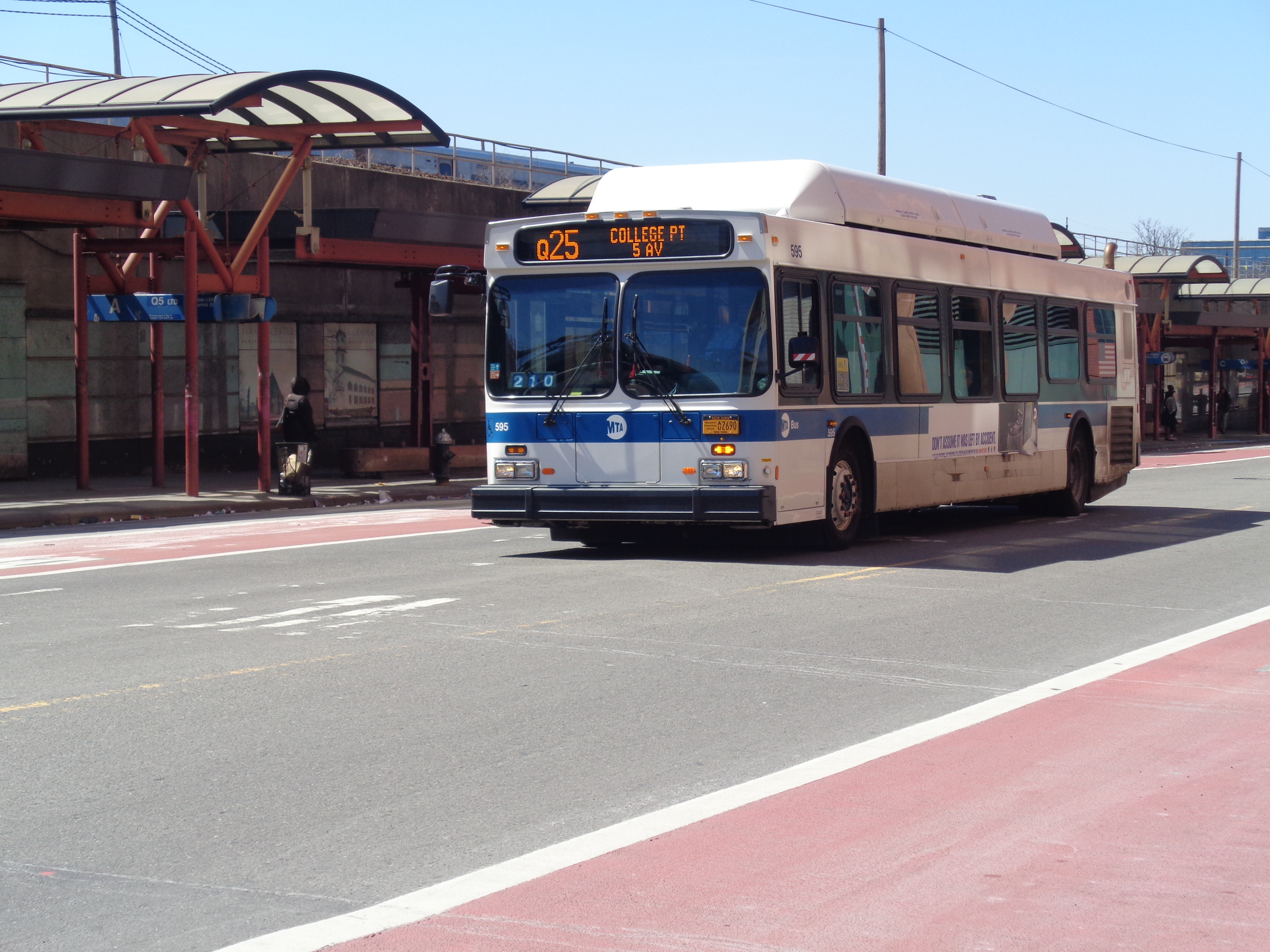
一辆纽约市巴士Q25线CNG巴士行驶在牙买加中心-帕森斯／射手地铁站外

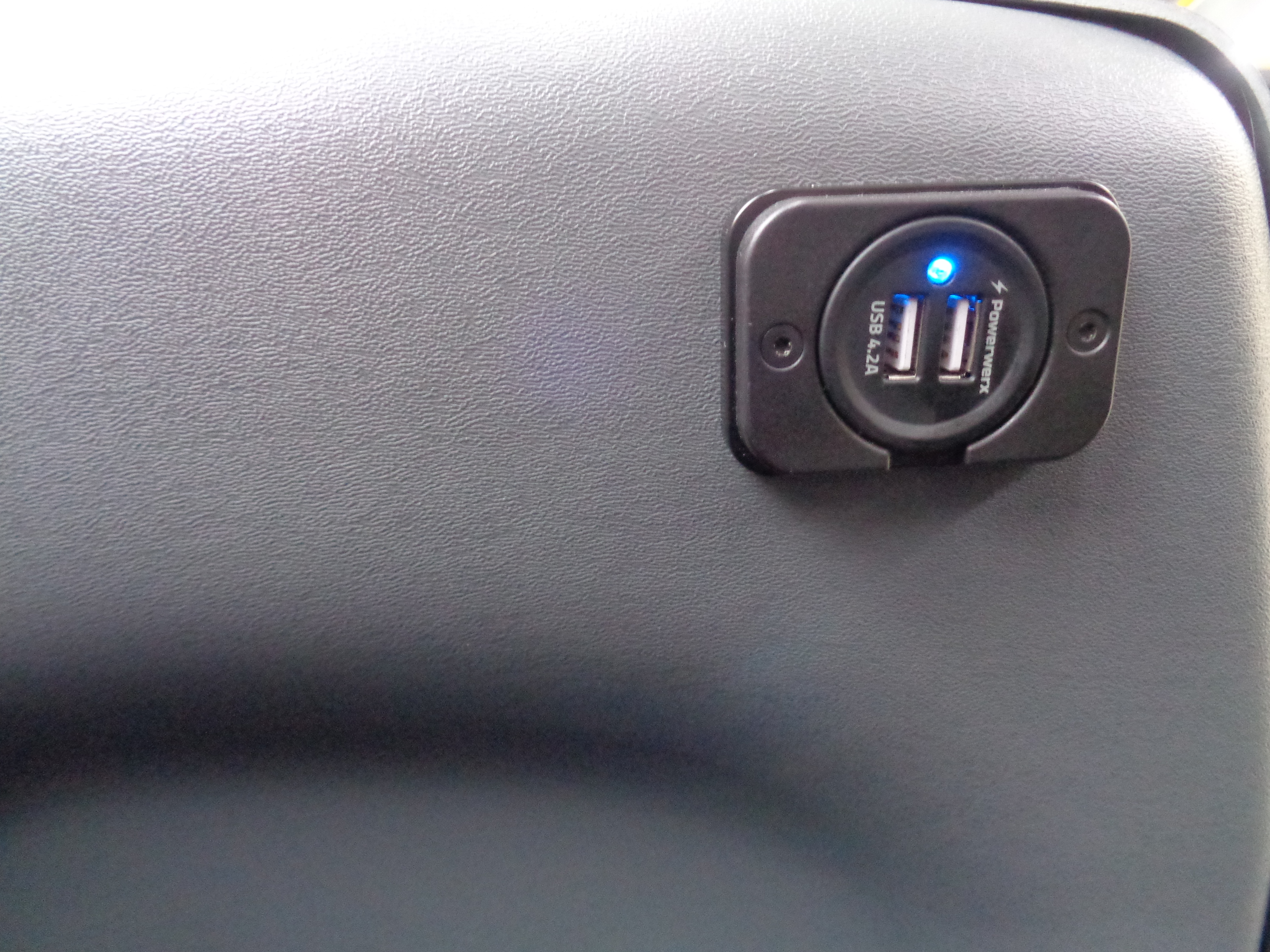
2016年推出的车载USB充电口

MTA区域公共汽车运营旗下车队拥有超过5,700辆服务固定线路的巴士，位居美国公共巴士车队之首。MTA也拥有超过2,000辆用于辅助客运的面包车，在纽约市、纳苏县西南部、扬克斯提供服务。所有巴士均为无障碍巴士。行驶固定线路的巴士被分配到28个车库（其中20个属MTA纽约市巴士，8个属MTA巴士公司）及一个附楼中。
历史上，MTA区域公共汽车运营曾对下属车队进行数次升级，第一次是1966年首次大批投放空调巴士。1976年首次引进可倾斜以供轮椅上下车的巴士，1980年引进轮椅升降台。80年代，巴士上用于请求司机在下一站停车的钟绳被更换成黄色条带，但由于维护成本较高，2008年之后引进的新车仍配备钟绳。1996年，首批铰接客车投入使用，并在布朗克斯和曼哈顿的线路中发挥重要作用。 1997年，可提高上下车速度，改善老年人及残疾人乘车体验的低地台巴士开始测试，并在2000年代初成为新引进非快线巴士车辆的主要部分。2000年后引进的巴士大多在扶手上安装了下车钟。 2016年起，所有2011年后制造的巴士开始安装USB充电插座及车载Wi-Fi。
目前纽约市正在试点安装车载广播系统和显示器，显示器遍布车厢，为乘客提供时间、实时天气、广告、服务建议和自动报站服务，以改善乘客体验，并方便残障人士。市政府已与三家不同商家签订合约，测试其车载显示器，日后将推广至其他车辆。
MTA也推出新款车辆涂装，替换自70年代起开始使用的白底蓝带涂装。首批使用新涂装的巴士在2016年5月中旬投放至Q10线开始服务
自2000年6月MTA启动“清洁燃料巴士”计划后，MTA的巴士车队中使用清洁能源或替代能源的车辆占主要部分。使用压缩天然气的巴士最早在90年代早期开始测试，并从1999年开始大规模投放。油电混合动力巴士则在1998年9月引进，并从2004年开始大规模投放。目前MTA巴士车队中共有超过1,600辆油电混合动力巴士及超过700辆使用压缩天然气的巴士，两者的规模均为美国之首。

## 车费
MTA区域公共汽车运营旗下固定线路及特选巴士线路均不接受纸币和0.5美元硬币，威斯特彻斯特县的蜜蜂线巴士系统和纳苏县的纳苏县际快车也有相同规定。以下为票价明细（全部以美元为单位），同时适用于MTA巴士、MTA纽约市巴士、纳苏县际快车和蜜蜂线巴士（除BxM4C外）。每位付费乘客可携带最多三名5岁或以下免票儿童乘车。
| 慢线、大站快车线路及特选巴士线路 （可请求换乘） | 慢线、大站快车线路及特选巴士线路 （可请求换乘） | 快线巴士 （仅MTA巴士和MTA纽约市巴士） | 快线巴士 （仅MTA巴士和MTA纽约市巴士） | 学生票                             | 学生票                             | Access-A-Ride （纽约市辅助客运） |
| 全价 | 优惠价                                          | 全价                                  | 优惠价 （仅限非繁忙时段）             | MetroCard学生免费卡 （仅限纽约市） | MetroCard学生半价卡 （仅限纽约市） | Access-A-Ride （纽约市辅助客运） |
| --- | ----------------------------------------------- | ------------------------------------- | ------------------------------------- | ---------------------------------- | ---------------------------------- | -------------------------------- |
| $2.75（在地铁站售票机购买的单程票3美元） | $1.35                                           | $6.50                                 | $3.25                                 | 免费                               | $1.35                              | $2.75                            |
| 免费换乘政策： - 换乘需在2小时内完成。 - 例外：从任一地铁站换乘MTA巴士Q22、Q113、Q114A线、纳苏县际快车N31、N32、N33线可在3小时内完成。 - 使用MetroCard可在MTA的任意慢线及快线巴士、纽约地铁、蜜蜂线巴士线路（有限制）之间换乘一次。 - 例外：使用MetroCard可在以下情况下换乘两次，但乘车顺序须与下列各情况中的相同或刚好相反，且须在两小时内完成。 1. 在任意走线横跨史泰登岛铁路（史泰登岛高速公路以南路段）的巴士线路、史泰登岛铁路（仅限在圣乔治码头车站进出站），与任意走线在钱伯斯街以南的MTA慢线巴士线路或地铁线路之间； 2. 在B61、B62线，与任意连接B61或B62线的巴士线路之间； 3. 在B70、S53线，与任意连接S53线的巴士线路之间； 4. 在Q22、Q35线，与纽约地铁2号线、5号线之间（仅限在夫拉特布什大道-布鲁克林学院车站进出站）。 5. 在Q22线、Q52线特选巴士服务、Q53线特选巴士服务，与纽约地铁A线之间（仅限在洛克威林荫路车站进出站）； - 使用现金乘车可在任意两条有相同车站的MTA慢线巴士线路之间换乘。 其他注释: - 快线巴士线路的“繁忙时段”为工作日上午6时至10时、下午3时至7时。 |                                                 |                                       |                                       |                                    |                                    |                                  |

## 服务质量

### 班次

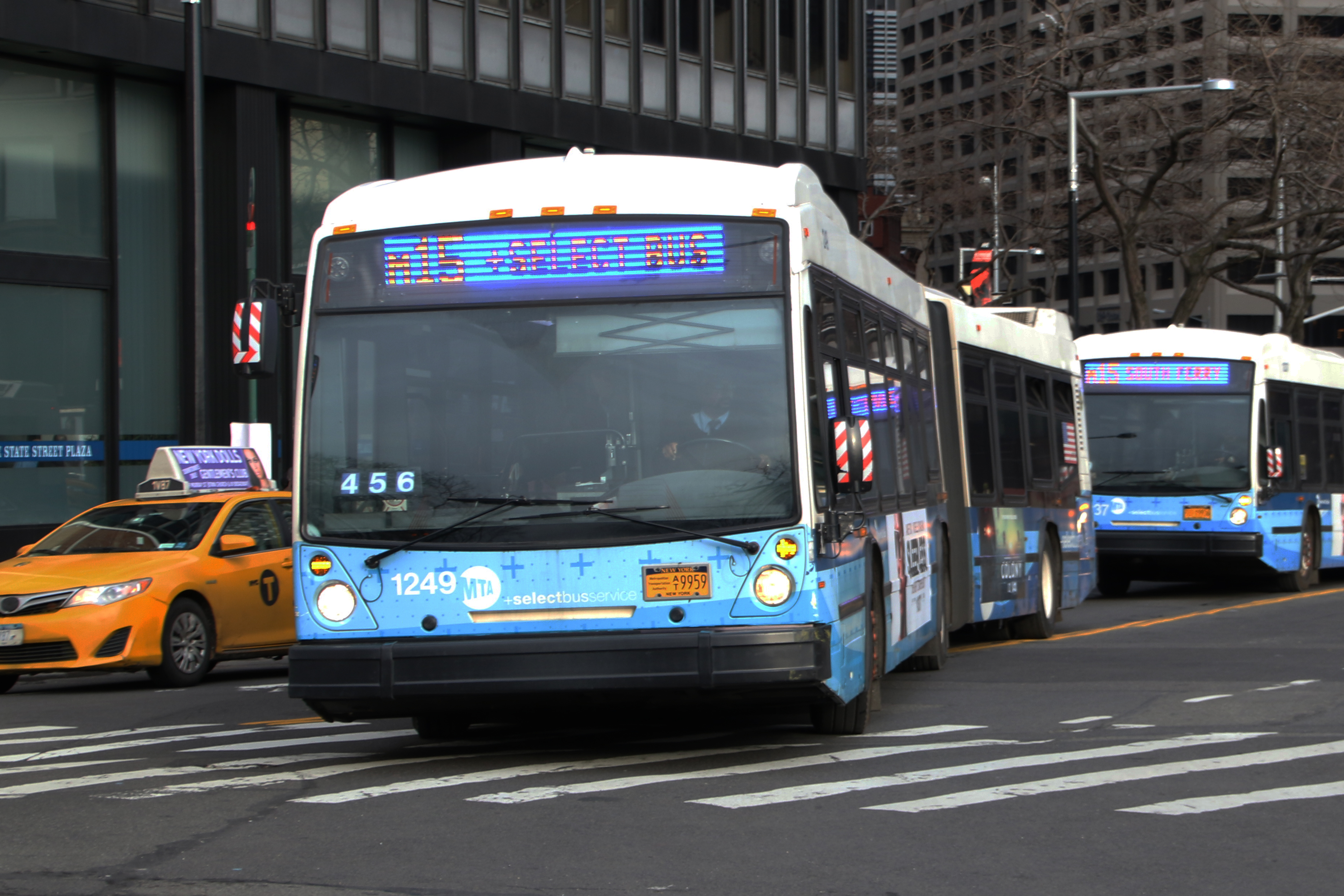
两辆铰接巴士行驶M15线特选巴士线路。

截至2017年11月，MTA四分之三的巴士线路可在繁忙时段提供不大于十分钟一班的巴士服务，有54%的线路可在两个方向提供不大于十分钟一班的巴士服务，21%的线路只能在一个方向提供不大于十分钟一班的巴士服务（早间繁忙时段为往铁路车站方向，晚间繁忙时段为相反方向）。其余四分之一的线路在繁忙时段班次间隔超过十分钟。:22
截至2017年11月，布朗克斯的巴士线路有65%可在繁忙时段在两个方向提供不大于十分钟一班的巴士服务，在纽约市五个行政区之中占比最大，而曼哈顿的巴士线路有85%可在繁忙时段在至少一个方向提供不大于十分钟一班的巴士服务，在纽约市五个行政区之中占比最大。其他地区方面，史泰登岛超过60%的线路在高峰期班次间隔过长，在纽约市五个行政区中占比最大。在全市约28%的住宅区中，能在两个方向提供不大于十分钟一班服务的巴士线路不到一半。:22非繁忙时段纽约市各区巴士线路班次都较疏落。尽管在非繁忙时段，诸如森林小丘、日落公园等非中心地带对公共交通出行的需求量极大，在这些地区行驶的巴士线路却更容易出现班次间隔大的情况。:23MTA区域公共汽车运营的车辆不载客率（不载客而在路上行驶）也位居美国之首，MTA巴士的不载客率为19%，MTA纽约市巴士的不载客率为14%。:24
MTA的巴士脱班情况也很常见，每四辆巴士中就有近一辆过早或过晚抵达，即使是行经专用车道的特选巴士线路，脱班率也达20%。:26 部分线路出现列车化现象（同一线路车辆过于集中）。在2017年，纽约近12%的巴士线路长期存在列车化现象，该数字在2015年为9.4%。受影响较大的线路位于布鲁克林第五社区委员会，该区域15%的巴士受列车化影响。

### 车速

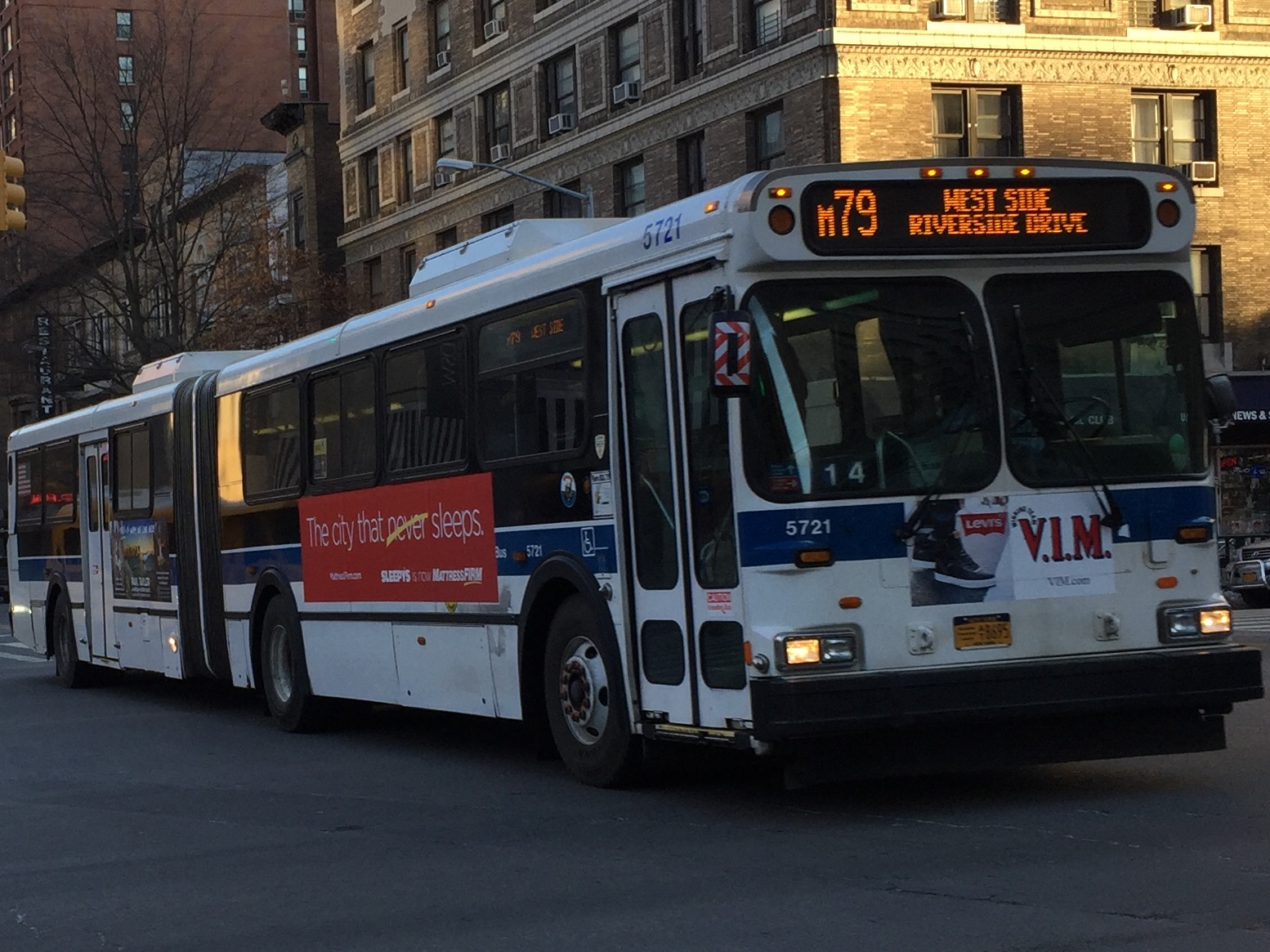
一辆M79线巴士，该线曾是MTA系统中车速最慢的线路。

至2017年，MTA慢线巴士平均运行时速为7至8英里每小時（11至13每小時），位居美国各大城市最后。:27MTA特选巴士线路的平均时速较快，达8.7英里每小時（14.0每小時）。:40各行政区的线路平均时速有所不同，曼哈顿的慢线巴士车速最慢，仅有6英里每小時（9.7每小時），史泰登岛的最快，达11英里每小時（18每小時）。:27在2017年，曼哈顿每17条巴士线路中就有16条平均时速低于5英里每小時（8.0每小時），相较之下史泰登岛每11条线路中有8条平均时速超过15英里每小時（24每小時）。:28各线路车辆在运行过程中平均只有54%的时间在移动，22%的时间用于靠站，21%的时间用于等候交通信号灯。:29
一家关注乘客权益的社会团体乘客运动每年评选出纽约车速最慢的巴士线路，并颁发“Pocky奖”，车速最慢的巴士线路以曼哈顿的跨城线路为主，在2017年的评选中有14条曼哈顿跨城线路位居车速最慢线路之列，:28其中车速最慢的是行经42街的跨城线路M42线，平均时速仅有3.9英里每小時（6.3每小時），接近步行时速，列表中同属跨城线路的还有行经57街的M31线和M57线，行经49街和50街的M50线，以及M66线，行经65街、66街，平均时速均低于5英里每小時（8.0每小時）。列表中的线路还包括行经79街的M79线和行经23街的M23线，但两条线路均已转换为特选巴士线路。然而特选巴士线路仅服务12%的客流量（2016年），各线路车速相比90年代中期下降10%。
一则2015年发表的研究表明，MTA经营的35条客流量高的线路平均车速低于15英里每小時（24每小時），其中M66线平均车速3.1英里每小時（5.0每小時）。车速慢的线路不仅仅出现在曼哈顿，布朗克斯的Bx2线和布鲁克林的B35线车速均低于6英里每小時（9.7每小時）。 2018年，一家关注乘客权益的社会团体“巴士四处走”（Bus Turnaround Campaign）按照车速及可靠性对纽约的巴士线路进行排名，纽约75%的巴士线路被评为“D”或“F”等。
受低速行驶影响，MTA区域公共汽车运营下属线路每英里运营成本达30.4美元，位居全美国之首。若纽约巴士车速能提高至美国平均水平，则MTA的巴士系统收入成本比将成为全美最高。

### 长线及迂回线路
MTA区域公共汽车运营下属不少慢线巴士线路过长或走线过于迂回，最极端的情况下全程耗时两个小时，:36部分较长线路位于史泰登岛，该区巴士线路平均里程达10.6英里（17.1）。全市最长慢线巴士线路为S78线，全长20.8英里（33.5），横跨整个史泰登岛。布鲁克林也有数条长线，全市运行里程前十的慢线巴士线路中有三条位于布鲁克林。:37
部分慢线巴士线路绕进居民区内并在半途掉头，而不会取较为直接的走线。:39 一则2017年发表的报告中指出近半数线路中途转弯次数至少10次，其中走线最迂回的是布朗克斯的Bx8线，中途转弯29次。:38
自2015年起，MTA开始调查史泰登岛走线迂回、重叠，班次疏落的快线巴士线路。:14–16MTA计划对所有史泰登岛快线巴士线路进行线路走线简化，史泰登岛知晓该计划的居民中有76%支持该计划。:20, 21, 232018年3月，在与当地居民多次见面后，MTA宣布将在同年8月对所有史泰登岛快线巴士线路进行全面重组，所有现存线路将被取消，替换为21条以SIM开头的新线路。

## 客流量
截至2017年12月，MTA区域公共汽车运营下属线路周末客流量较工作日大，2017年工作日平均日客流量190万人次，周末日平均客流量210万人次。快线巴士线路工作日平均日客流量40,200人次，辅助客运服务工作日每天平均有27,900人使用。:94
巴士客流量曾在2000年代及2010年代大幅下降，2008年至2017年间，MTA的巴士线路客流量下降约一亿人次。2016至2017年间，工作日平均日客流量下跌5.7%，周末日平均客流量下跌4%。:96 自2011年至2016年，客流量下跌最大的区域位于曼哈顿，客流量下跌超过15%，而布鲁克林、皇后区部分地区以及史泰登岛部分地区下跌较小，另外布朗克斯、布鲁克林西南部、皇后区中部以及史泰登岛大部分地区则小幅上升。:18 走线与地铁线路平行的巴士线路也出现客流量下跌情况，截至2017年，沿途距离地铁站0.1英里（0.16）以内的车站数目至少20个的线路有13条，这13条线路客流量均出现下跌，各线客流量平均下跌20%。:42

## 服务提升

### 巴士专用道

在布鲁克林一条巴士专用道上行驶的B44线巴士

为提高车辆行驶速度，纽约市从1963年开始在布鲁克林城区和史泰登岛圣乔治设置巴士专用道，此后又在皇后区希尔赛德大道沿线设置巴士专用道。:1 1969年，位于曼哈顿中城的42街部分路段也设置了巴士专用道。此后在七八十年代，再有更多巴士专用道增设。:1 目前纽约五区巴士线路途经的不少主要道路均设有巴士专用道，其中线路较集中或是有特选巴士线路行经的路段最多。前往曼哈顿的部分公路上也设有巴士专用道。截至2017年11月，纽约市巴士专用道总长约104英里（167），全市6,000英里（9,700）的路网中近2%设置了巴士专用道。:7
巴士专用道上方设有闭路电视摄像机防止其他车辆违反专用道规定。整体上，设置巴士专用道提高了巴士整体行驶速度，减少了巴士在专用道沿线的行车时间，但时常有障碍物（如并排停放的车辆）挡在专用道上，巴士车辆不得不绕出专用道。:40

### 巴士优先信号灯
截至2017年7月，纽约市有5条街道设置了巴士优先信号灯，:4 这类信号灯在巴士接近时会延长绿灯放行时间。首条设有该类信号灯的街道是史泰登岛的胜利大道，于2006年设置，使用红外线探测技术识别巴士上的应答器。:3 尽管该系统成效显著，但安装有相关设备的巴士此后被调配至布鲁克林和皇后区，再加上MTA管理层发觉设备维护成本较高，维护人员疏于维护，系统效果逐渐失去。:30 2008年，布朗克斯福德哈姆路及佩勒姆公园道沿线（Bx12线途经）也安装了巴士优先信号灯，使用全球定位系统确定巴士位置，不过由于维护成本过高，相关设备最终被拆除。:3
2011年，时任市长迈克尔·布隆伯格提议在接下来两年内于11条巴士线路沿线安装巴士优先信号灯。2012年，MTA开始测试曼哈顿下城M15线沿线的巴士优先信号灯。2014至2016年间，纽约260个路口安装了基于GPS定位的巴士优先信号灯，为特选巴士线路车辆提供优先通过权，覆盖了曼哈顿的M15线、行经布鲁克林诺斯特兰大道沿线的B44线、行经史泰登岛海兰大道沿线的S79线、行经布朗克斯韦伯斯特大道沿线的Bx41线，以及行经布鲁克林尤提卡大道沿线的B46线。:3市政府选择了四条线路进行观测，四条线路使用巴士优先信号灯的路段巴士行车速度均有提升，:5–8平均提高18%。:31 
2017年7月，纽约再有11条街道计划安装巴士优先信号灯。:9截至2018年3月，安装有优先信号灯的路口增加至500个，预计至2020年将增加至1000个。但巴士优先信号灯系统目前仍处于测试阶段，而美国其他主要城市的巴士优先信号灯安装比例也高于纽约。:30加装巴士优先信号灯也成为2018年巴士行动计划的一部分。

### 巴士行动计划

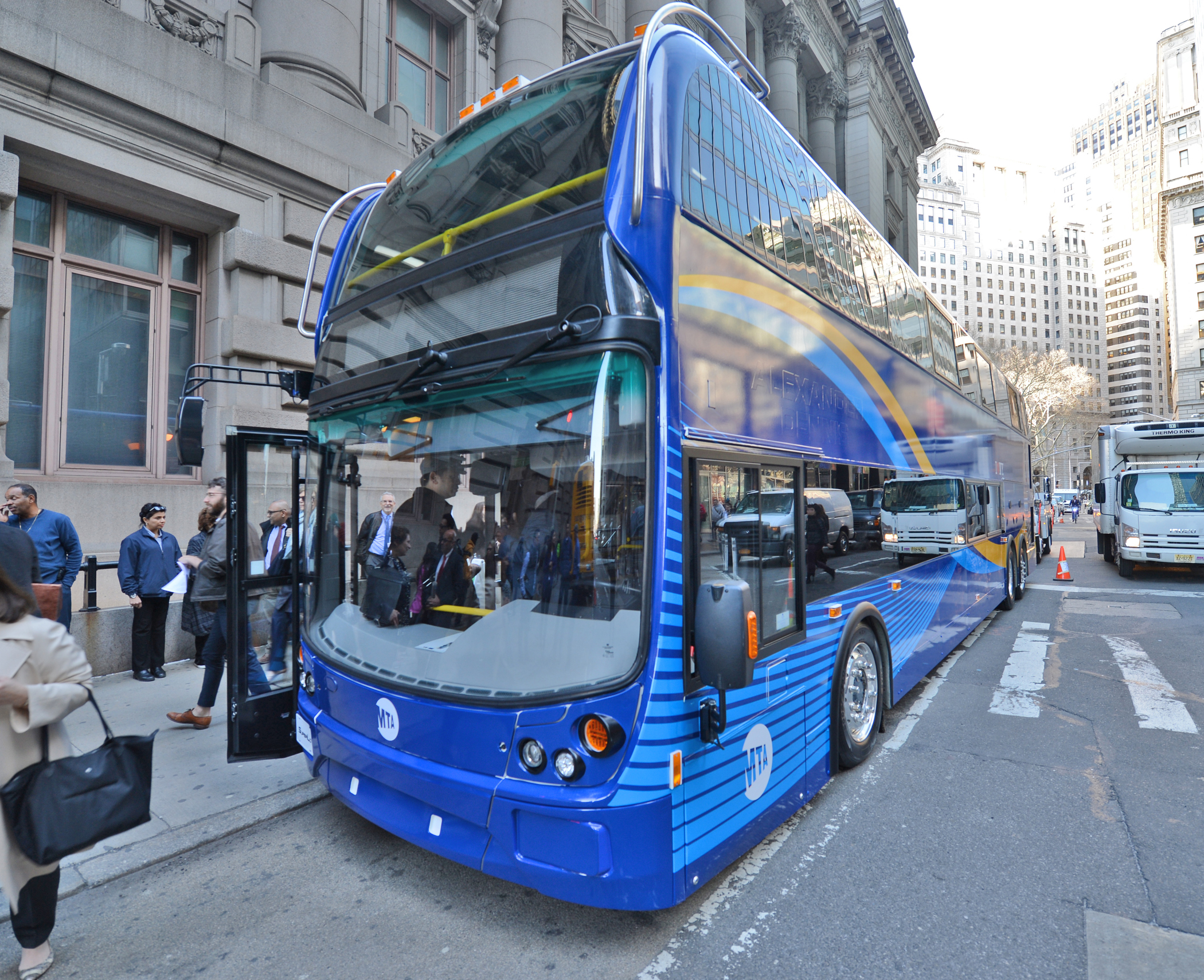
MTA向公众展示亞歷山大丹尼士Enviro 500 MMC双层巴士。

为应对2017年纽约的公共交通危机以及巴士服务水准的整体下降，MTA制定并发布“巴士行动计划”（Bus Action Plan），该计划包含28项改善巴士服务的建议。此后的十二个月内，纽约市指定的巴士线路走廊将进行设施改造，部分车站将被取消以提高行车速度，指定线路将加密非繁忙时段班次。此外，在2021年前纽约全市巴士线路将进行重组，以提高通达率，提供更多直达服务。
该计划也包括提高巴士优先权，更多线路将增设巴士优先信号灯，部分道路将增设巴士专用道和信号灯排队专用道。MTA正在研究在重要巴士线路走廊设置独立巴士专用道，由纽约市警察局运输警察到场负责监督，预计2019年实施。此外MTA将引进新的非接触式付费系统，以取代MetroCard，新的读卡器将在2020年底前安装完成，届时巴士各车门均可刷卡。为遏制逃票现象，各线路将进行常规查票。
计划中也包含多个改善乘客乘坐体验的计划。2018年4月之后引进的巴士，以及现有的一千多辆巴士都将安装线路信息显示屏和车载广播系统。巴士线路图将在2018年底之前重新设计，并为个居民区提供区域巴士线路图，以便查阅。更多车站将安装车辆实时到站倒计时器。2019年开始，MTA的手机应用程序将提供指定线路的剩余座位信息。为减少温室气体排放并改善空气质量，MTA将进行车队纯电动化。MTA也将在史泰登岛的新线路上测试双层巴士。